# Thomas de Blundeville
Thomas de Blundeville († 16. August 1236) war ein Bischof der englischen Diözese Norwich.

## Herkunft
Blundeville entstammte einer Familie des niederen Landadels aus Norfolk, die kleine Besitzungen in Deopham und Newton Flotman innerhalb der Honour of Hockering besaßen. Blundeville war ein Neffe des Justiciars Hubert de Burgh und von Bischof Geoffrey de Burgh. Sein älterer Bruder William diente als Constable von Corfe Castle.

## Im Dienst des Königs und Aufstieg zum Bischof
Blundeville selbst diente unter König Heinrich III. als Beamter des Schatzamtes. Vor 1225 wurde er zum Constable of the Tower von London ernannt. Im September 1226 wurde er zum Dekan der Royal free Chapel von Tettenhall in Staffordshire ernannt, doch bereits einen Monat später wurde er von seinem Onkel Hubert de Burgh zum Verwalter des vakanten Bistums Norwich ernannt. Im Oktober wurde er schließlich zum neuen Bischof gewählt und am 21. November wurden ihm die Temporalien übergeben. Am 19. Dezember wurde er zum Priester und am folgenden Tag zum Bischof geweiht. Im September 1227 gehörte er der englischen Gesandtschaft an, die in Antwerpen mit Gesandten des römisch-deutschen Kaisers Friedrich II. verhandelten, doch danach war er anscheinend nur noch wenig im Dienst der Krone. Er nahm wie im Januar 1236 an großen Ratsversammlungen teil und übernahm lokale Ämter in East Anglia, beispielsweise bis September 1228 das des Verwalters von Norwich Castle.
Warum Blundeville aus dem Dienst des Königs ausschied, ist ungewiss. Möglicherweise hing dies ebenfalls mit seinem Onkel Hubert de Burgh zusammen, der ab 1229 zunehmend die Gunst des Königs verlor und 1232 gestürzt wurde. Möglicherweise wurde Blundeville auch von den anderen englischen Bischöfen beeinflusst, die überwiegend Gegner des Justiciars waren. Andererseits floh Hubert de Burgh nach seiner Entmachtung nach Terling in Essex (nach anderen Angaben nach Brentwood), dass seinem Neffen Blundeville gehörte. Dort wurde er im September 1232 vom Altar der Kapelle gezerrt und verhaftet.

## Wirken als Bischof
Aus seiner Amtszeit als Bischof sind zahlreiche Urkunden und Akten erhalten, die ein Bild von seiner Tätigkeit geben. Von Heinrich III. erhielt die Diözese verschiedene Geschenke und Privilegien, und Blundeville selbst war gegenüber dem Kathedralpriorat großzügig, dessen Mönche ihn als ihren Wohltäter lobten. Nachdem der Papst den englischen Bischöfen das Recht zur Visitation ihrer Diözese erteilt hatte, unternahm Blundeville 1233 eine solche Visitation. Mehrfach beauftragte ihn Papst Gregor IX., in kirchlichen Fragen als Richter zu entscheiden.
Blundeville unterstützte die kleinen neuen Augustinerniederlassungen Kersey in Suffolk und Spinney in Cambridgeshire. Andererseits bestand er darauf, dass in Pfarrkirchen, die im Besitz von geistlichen Orden waren, auch Säkularkleriker eingesetzt wurden. Er versuchte auch durchzusetzen, dass den Bischöfen von Norwich das Recht zugestanden wurde, bei diesen Pfarrkirchen die Geistlichen auszusuchen. Den Klöstern, die diese Pfarrkirchen besaßen, sollten nur noch das formelle Recht haben, die Geistlichen dann vorzuschlagen. Im Gegenzug machte Blundeville den Klöstern finanzielle Zugeständnisse.
Mit den Bürgern von Bishop’s Lynn, die schon häufig mit den Bischöfen in Streit gelegen hatten, geriet er 1234 über die Wahl eines Bürgermeisters in Streit. Weitere Konflikte hatte er mit den Prioren der Benediktinerklöster Binham und Wymondham über deren Gehorsamspflicht, die sie ihm als Bischof schulden sollten. Die Priore, deren Klöster Töchtergründungen der großen Abtei St Albans wahren, bestritten. Ein Streit mit den Prioren über seine Rechte als Bischof in deren Pfarrkirchen wurde von einem vom Papst beauftragten Richter gütlich beigelegt. Auch mit den königlichen Gerichten gab es Konflikte, da diese dem Bischof Einmischung in die weltliche Gerichtsbarkeit vorwarfen.
Persönlich war Blundeville anscheinend ein gläubiger Christ. Er wurde in der Kathedrale von Norwich begraben.